# Esztergom
Esztergom (tysk: Gran; slovakisk: Ostrihom) er en by i Ungarn med beliggenhed i Komárom-Esztergom-provinsen, ca. 50 km nord for Budapest og direkte ved Donau. Donau danner landegrænse og den historiske bro, Mária Valéria-broen, som fører over Donau til Štúrovo, er grænseovergang til Slovakiet. Byen har 28.642(2024) indbyggere.

## Geografisk placering
Tekst mangler, hjælp os med at skrive teksten

## Historie
Tekst mangler, hjælp os med at skrive teksten

## Seværdigheder
Tekst mangler, hjælp os med at skrive teksten

## Esztergoms venskabsbyer
- Espoo, 1974
- Štúrovo, 1991
- Bamberg, 1992
- Cambrai, 1992
- Ehingen, 1992
- Maintal, 1993
- Gniezno, 1994
- Mariazell, 2002
- Canterbury, 2004
- Szekszárd, 2007

## Galleri
- Basilikaen, Ungarns største kirke
- Natbillede af basilikaen
- Mária Valéria-broen, genopbygget efter 2. Verdenskrigs ødelæggelse